# كيفن ماكغولدريك
كيفن ماكغولدريك (بالإنجليزية: Kevin McGoldrick)‏ هو لاعب كرة قدم بريطاني في مركز الوسط، ولد في 12 مايو 1972 في غلاسكو في المملكة المتحدة. لعب مع نادي ستيرلينغشير الشرقية.

## وصلات خارجية
- كيفن ماكغولدريك على موقع الاتحاد الدولي (مؤرشف)  (الإنجليزية)
- كيفن ماكغولدريك على موقع Soccerbase.com (لاعب) (الإنجليزية)